# Memorial University of Newfoundland

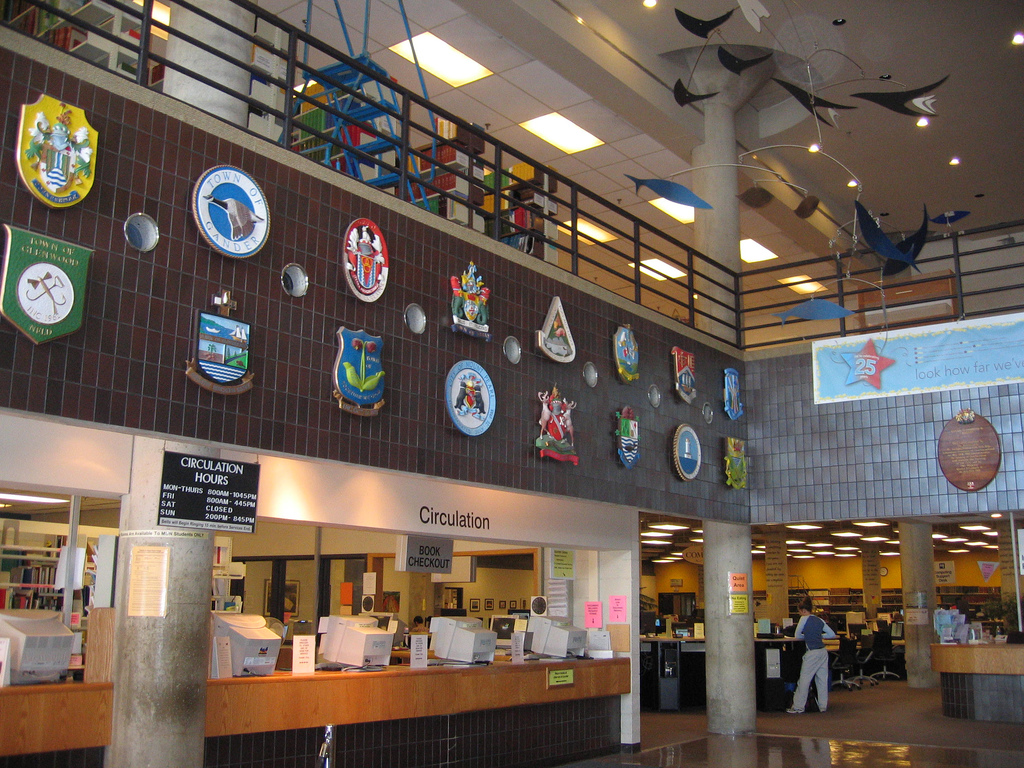
Queen-Elizabeth-II-Bibliothek

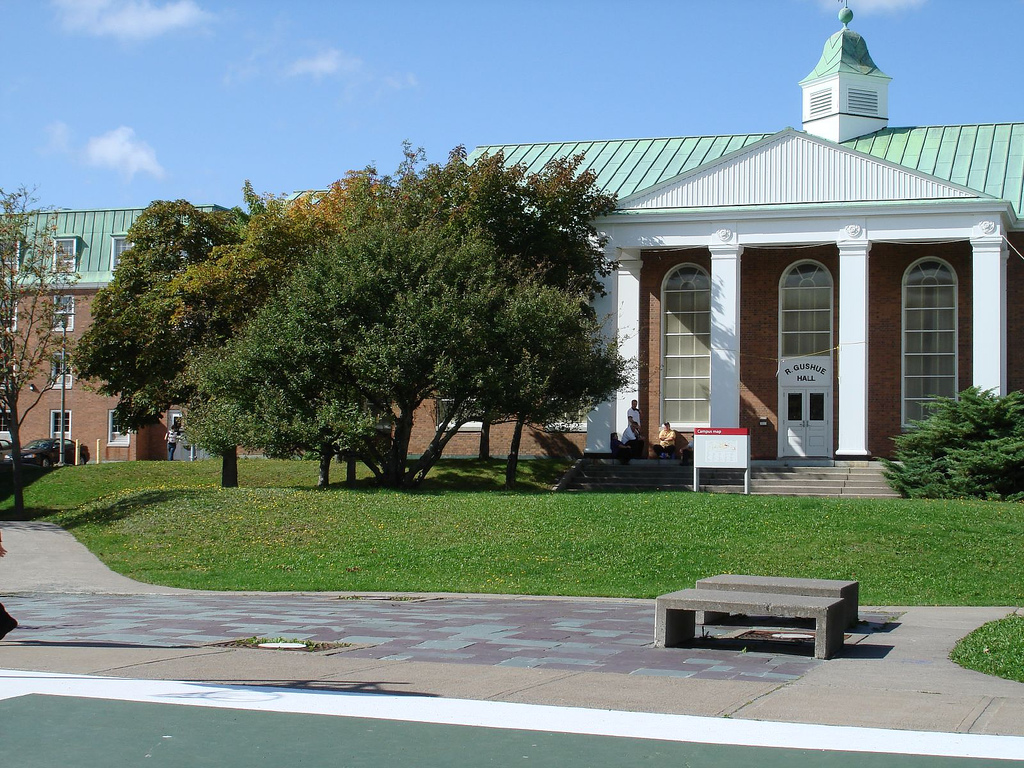
R. Gushue Hall

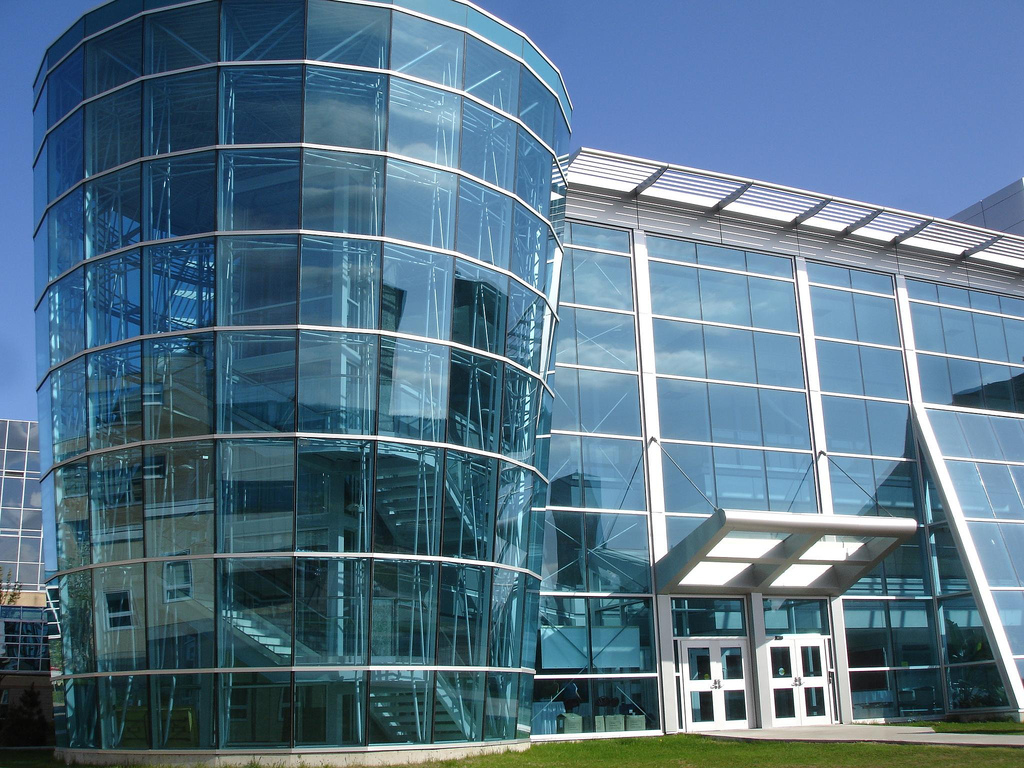
Bruneau Centre for Research

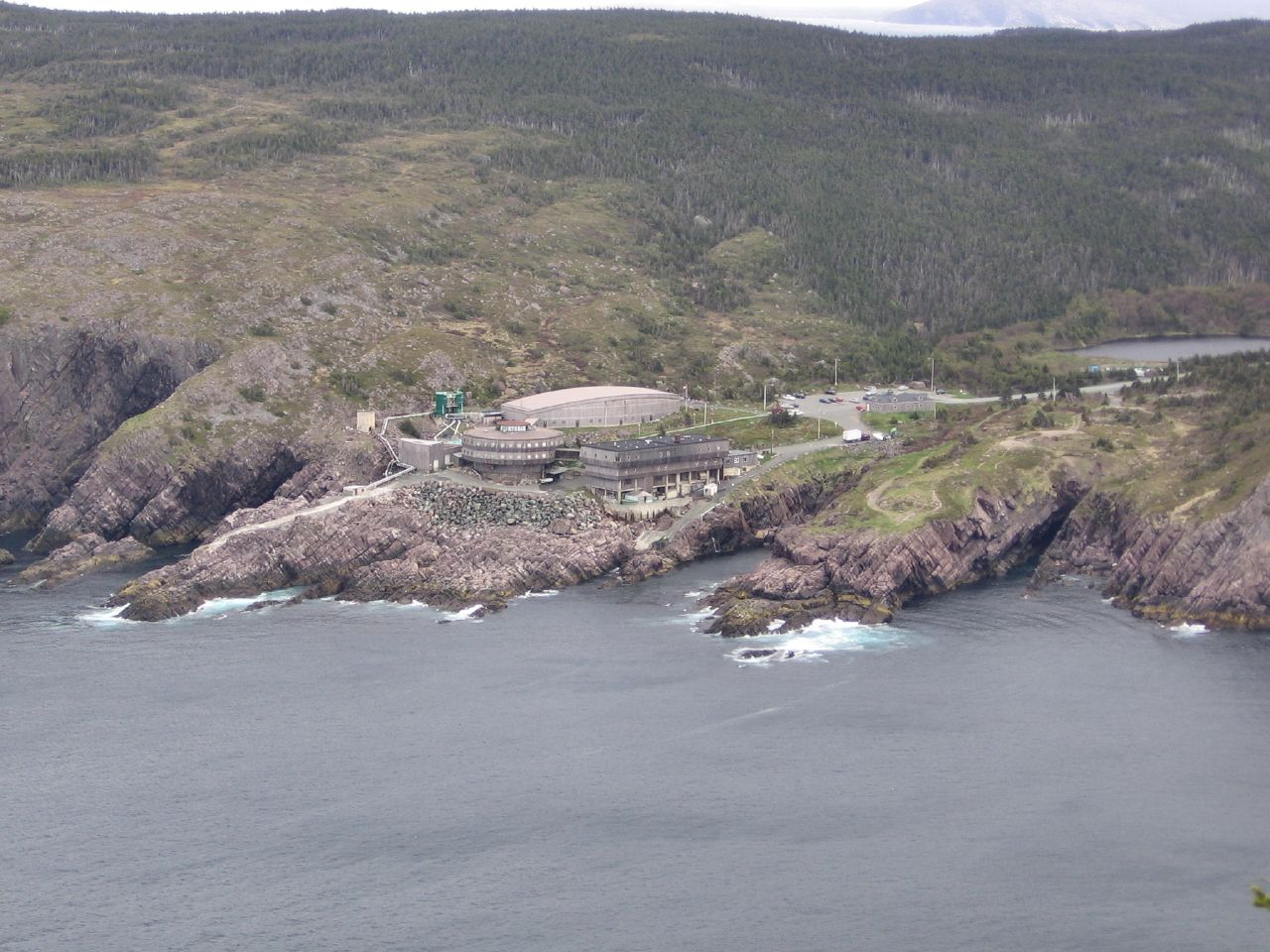
Ocean Sciences Centre

Die Memorial University of Newfoundland, (kurz: Memorial University oder „MUN“) ist eine kanadische staatliche Universität mit Sitz in St. John’s (Neufundland). Sie verfügt über weitere Campusanlagen in Neufundland und Labrador. An der Universität sind über 18.000 Studenten immatrikuliert. Somit ist die Universität die größte in den kanadischen Atlantikprovinzen.

## Geschichte
Die Universität wurde im Jahre 1925 als Memorial University College (MUC) gegründet. Das College wurde zum Andenken an die gefallenen Neufundländer im Ersten Weltkrieg benannt, später wurde dies auch auf die Gefallenen des Zweiten Weltkrieges ausgeweitet. Der Campus wurde auf der Parade Street in St. John’s errichtet. Der erste Präsident der Universität war  J. L. Paton. Die Universität begann mit zweijährigen Studiengängen und im ersten Jahr mit rund 57 Studenten. In den Vierzigern stieg die Zahl der Studenten auf über 400 an. 1933 fusionierte das College mit einer anderen Hochschule und erhielt durch die Carnegie Corporation of New York Stiftung finanzielle Zuschüsse. 1949 erhielt das Memorial University College den Volluniversitätstatus durch die Provinzregierung. 1961 studierten bereits 1400 Studenten an der Universität. 1969 eröffnete die Universität einen Campus in Großbritannien.

## Fachbereiche
Die Universität verfügt über sechs Fachbereiche in den Gebieten:
- Business Administration
- Lehramt
- Medizin
- Naturwissenschaften
- Ingenieurwissenschaften
- Arts

sowie die folgenden Schools für die Bereiche:
- Graduate Studies,
- Music,
- Nursing,
- Pharmacy,
- Human kinetics,
- Recreation,
- Social Work

## Campusanlagen
Die Universität betreibt vier Campusanlagen in Neufundland und Labrador sowie in Großbritannien.
- St. John’s Campus und Marine Institute in St. John’s Neufundland, Kanada
- Grenfell Campus in Corner Brook, Neufundland, Kanada
- Harlow, Essex, Großbritannien

## Bekannte Absolventen
- Mark Nichols, kanadischer Curler
- Brad Gushue, kanadischer Curler
- Danny Williams, kanadischer Politiker, Rechtsanwalt und Unternehmer
- Rick Hillier, General der kanadischen Streitkräfte
- Shiva Balak Misra, Entdecker des Fossilienfeldes von Mistaken Point
- Molly Kool, kanadisch-US-amerikanische Kapitänin

## Stipendien
Neben weiteren Stipendien verleiht die Universität solche für Studien im deutschsprachigen Bereich. Die H. H. Jackson Travel Scholarship in German ehrt den MUN-Professor Herbert Hugh Jackson, der aus Wien stammte und seit 1951 an der MUN Deutsch und Russisch lehrte. Der Preis wurde bei seiner Emeritierung 1983 gestiftet.